# Antonio Maria Costa
Antonio Maria Costa (né le 16 juin 1941 à Mondovì, dans la province de Coni au Piémont) est un diplomate italien, haut fonctionnaire de l'ONU et membre du Cabinet du Secrétaire général des Nations unies jusqu'en 2010.

## Biographie
Antonio Maria Costa a été le Directeur général de l'Office des Nations unies à Vienne et le Directeur exécutif de l’Office des Nations unies contre la drogue et le crime entre 2002 et 2010.
Il est titulaire d’un Diplôme en Sciences politiques de l'Université de Turin (1963), en économiques mathématiques de l'Université d'État de Moscou (1967) et d'un Ph.D en Sciences économiques de l'Université de Californie à Berkeley (1971).
- 1969 à 1983, Économiste au Département des affaires économiques et sociales de l'ONU.
- 1983 à 1987, Secrétaire général adjoint à l'OCDE.
- 1987 à 1992, Directeur général économique et finance à la Commission européenne.
- 1992 à 2002, Secrétaire général à la Banque européenne pour la reconstruction et le développement

## Mandat à l'UNODC

### Interdiction du Cannabis
En juin 2006, Costa critique la décision du gouvernement britannique de faire passer le statut du cannabis d'une drogue de classe B à celui d'une drogue de classe C, affirmant que les pays « ont les problèmes de drogue qu'ils méritent » s'ils maintiennent des politiques inadéquates. Il passa outre la question du droit démocratique des nations de déterminer leurs propres politiques en matière de drogues : « Il est fondamentalement mauvais pour les pays de rendre le contrôle du cannabis dépendant de quel parti est au pouvoir. » D'après Costa, « les caractéristiques nuisibles du cannabis ne sont pas différentes de celles d'autres drogues naturelles comme la cocaïne ou l'héroïne. »
Antonio Maria Costa a, en plusieurs occasions, évité de répondre à la question du psychiatre hollandais Frederick Polak, à savoir pourquoi la consommation de cannabis à l'intérieur des Pays-Bas (dans lesquels il est librement disponible) est inférieure à celle des pays voisins. Bien que le débat concernant la science des substances psychoactives progresse, Costa continue de soutenir l'interdiction de la consommation de cannabis, qui est maintenant la drogue illicite la plus largement répandue à travers le monde, affirmant que « le cannabis est le point le plus vulnérable de l'édifice multilatéral tout entier. »

### Blanchiment des narcodollars
En janvier 2009, en pleine crise financière, il déclare à l'hebdomadaire autrichien Profil que son agence « avait trouvé les preuves que les prêts interbancaires ont été financés par des capitaux provenant du trafic de drogue et d’autres activités illégales. Certaines pistes indiquent que des banques ont été sauvées de cette manière ».
Dans le cadre de la lutte contre le blanchiment de l'argent de la drogue, il a dénoncé à plusieurs reprises le lien inextricable entre finance et crime: « Grâce aux banquiers, aux comptables et aux avocats, les groupes criminels sont devenus des sociétés multinationales : une sorte de mafia bourgeoise, de syndicat du crime en col blanc. Aujourd’hui, la crise financière est l’occasion extraordinaire d’une plus grande pénétration par la mafia des établissements financiers qui se retrouvent à court de cash : avec la crise bancaire qui a étouffé le crédit, ces groupes criminels, fortement pourvus en cash, sont devenus la seule source de crédit. Personne ne semble avoir contesté les affirmations de Roberto Saviano dans son livre et son film Gomorra, affirmant que « ce n’est pas la Camorra qui va à la finance, mais la finance qui vient à la Camorra ».